# Östra Södermanlands Järnväg
Östra Södermanlands Järnväg eller ÖSlJ är en museijärnväg som kör smalspåriga, ångloksdragna tåg mellan Mariefreds station och Taxinge-Näsby station i tidstypisk 1890-tals och 1910-talsmiljö. Banans längd är 11,6 kilometer och spårvidden är 600 millimeter. I godsmagasinet vid järnvägsstationen i Mariefred finns en permanent utställning om 600 mm-banornas historia. Verkstäder och vagnhallar öppnas för besök på begäran. ÖSlJ bedriver trafik Mariefreds station – Läggesta Nedre station – Taxinge-Näsby station med ånglok från början av maj till sista söndagen i september.

## Historia

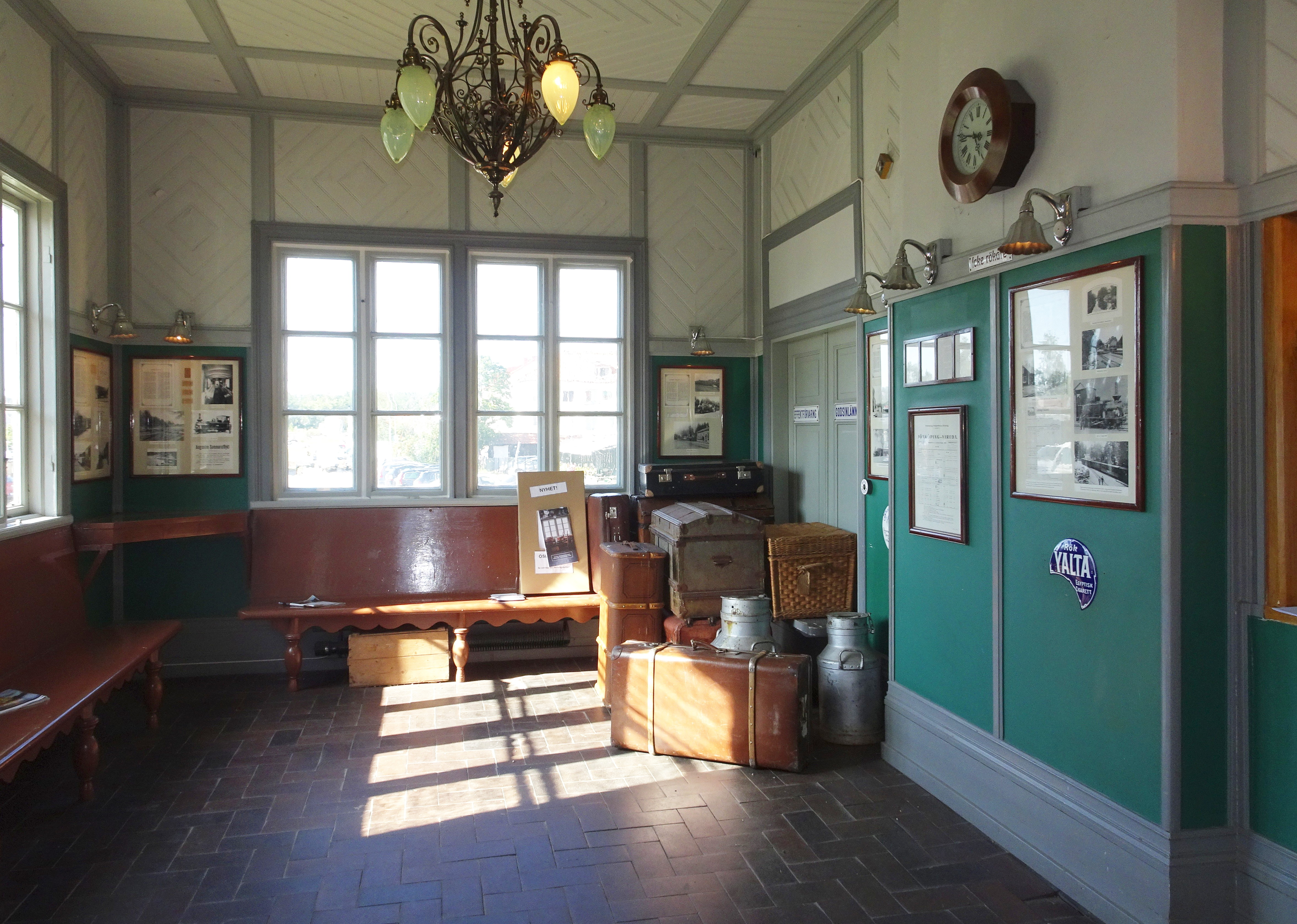
Mariefred station, vänthallen.

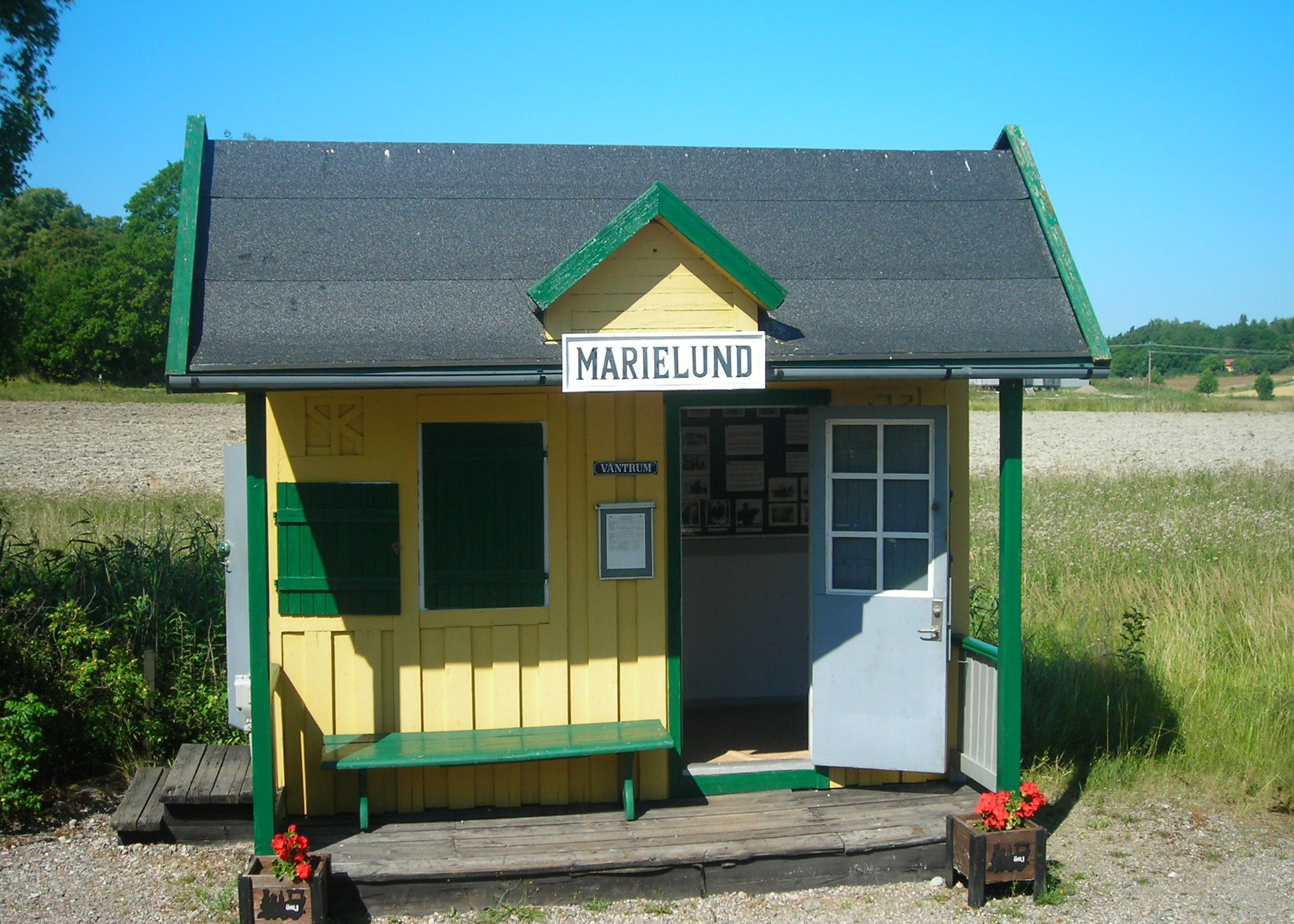
Marielunds station.

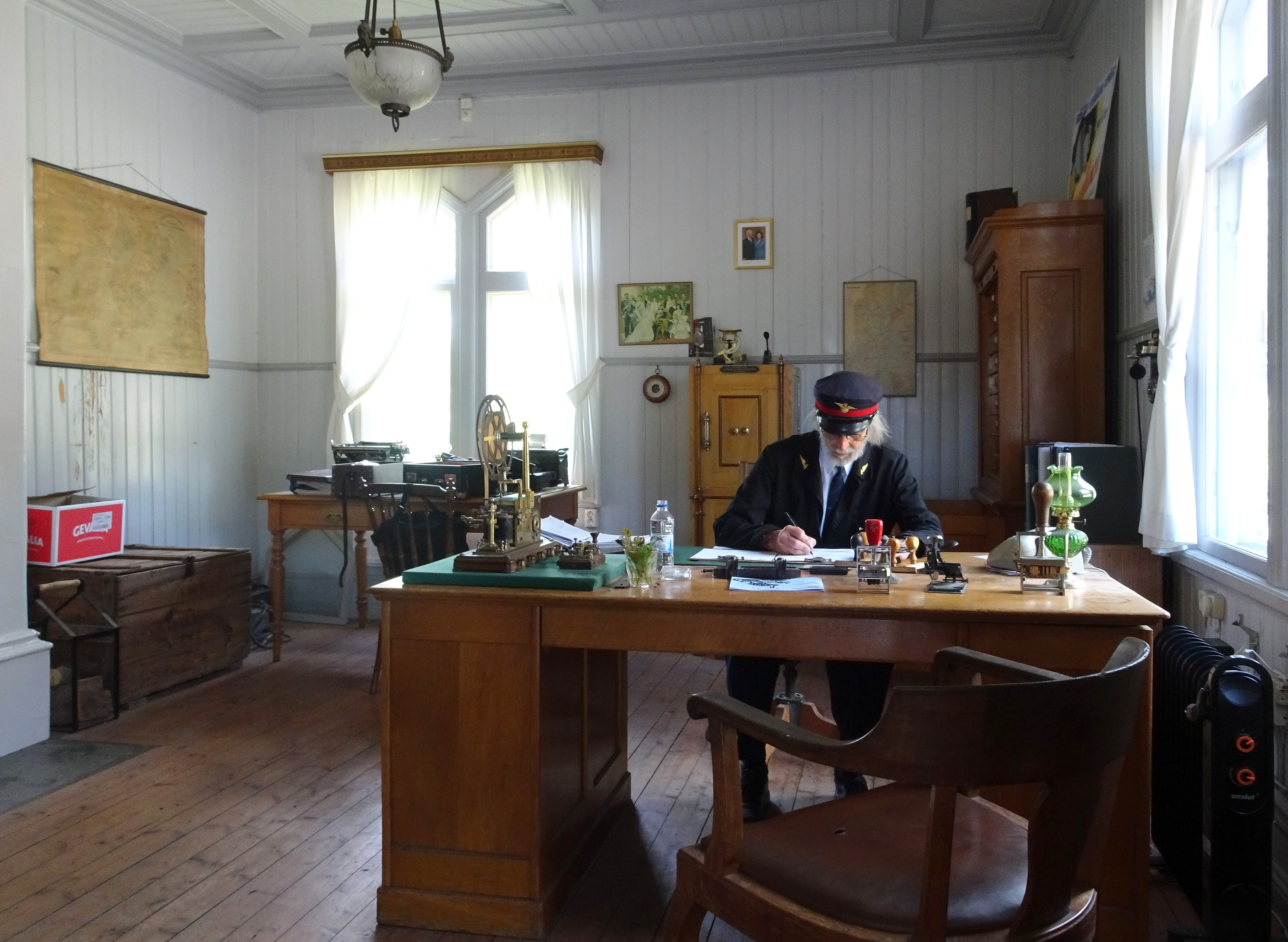
Läggesta Nedre station, expedition.

### Förhistoria
Banan öppnades som Norra Södermanlands Järnväg (NrSlJ) med kunglig invigning genom Oscar II den 30 september 1895. Banan byggdes med normalspår och trafikerades med ånglok och vagnar. Bibanan mellan Mariefred och Läggesta öppnades samma år. På bibanan tog 1929 en dieselmotorvagn över trafiken, som upprätthölls i SJ:s regi till 1964.
Under 1950-talet började ånglok att ersättas med diesellok i allt större omfattning, och intresset för att bevara äldre järnvägar. 1951 öppnades Talyllyn Railway som världens första museibana och några år senare 1954 även Ffestiniog Railway, något som kom att inspirera järnvägsentusiaster även i andra länder. Redan i samband med bildandet av Svenska Järnvägsklubben 1958 fanns planer på att öppna en svensk museibana. En av de drivande var Erik Sundström som 1957 vunnit 10.000 kronor i ämnet Svensk järnvägshistoria i Kvitt eller dubbelt. En bana med 600 millimeters spårvidd blev från början målen, dels var en sådan betydligt billigare i underhåll än en mer bredspårig järnväg, dels var de smalspåriga banorna de som var mest hotade - ångtrafik med normalspår förekom ju fortfarande på SJ:s banor. Man lyckades tidigt få tag på en del vagnar, att hitta en järnvägsspår visade sig dock svårare. Erik Sundström fick dock kontakt med Mälardalens Tegelbruk som var ägare till Lina tegelbruk och föreslog deras 600 mm-bana, och ett första studiebesök gjordes i januari 1959. Linabanan användes fortfarande av tegelbruket, men museiföreningen erbjöds att använda spåret under söndagarna då arbetet låg nere mot att hjälpa till med banunderhållet. I februari 1959 fattade Svenska Järnvägsklubben beslut om att acceptera erbjudandet, och bestämde sig samtidigt för namnet på museibanan . Östra Södermanlands Järnväg med signaturen ÖSlJ. Ett trafikutskott inom Svenska Järnvägsklubben för att sköta järnvägen tillsammes med Gösta Wikander som ledare.

### Linabanan 1959–1964
18 april 1959 kunde arbetet på Linabanan inledas. Man började med att konstruera uppställningsspår för lok och vagnar, som skulle ankomma i maj. 31 maj 1959 skedde en första provkörning. Ett första lok, Karolina, ursprungligen byggt för 600 millimeters spårvidd men senare ombyggt för en något större spårvidd hittades vid Delary-Strömsnäsbruk Järnväg. Det ansågs dock ganska enkelt att återställa den gamla spårvidden. Under tiden hittades dock våren 1959 ett annat lok vid Smedjebackens valsverk. Loket fick namnet Blixten, som fick nummer 1 vid Östra Södermanlands järnväg. Leveransen av loket drog dock ut på tiden, och under tiden hittades ett tredje lov di Kolsva järnverk. Gösta Wiklander erhöll loket som personlig gåva från järnverket, och loket som fick namnet Lotta efter Lina tegelbruks sista ånglok Kiholms-Lotta, och blev lok nummer 2. Lotta anlände 16 maj och Blixten 23 maj. Under hösten 1959 revs kvarliggande spår från Stavsjöbanan varifrån spår och växlar hämtades för en utbyggnad av spåret. 2 januari 1960 sändes Blixten till skrotning, sedan det konstateras att loket skulle bli för dyrt att restaurera. I stället erhöll man ett lok från Gotland, som tidigare tjänstgjort vid Dylta kalkbruk i Närke och därför fick namnet Dylta. Ett stationshus i form av en tidigare tunnelvaktarkur från Saltsjöbanan uppfördes vid Lina bruk. Trafiktillstånd erhölls från 1 maj 1960. Från början gick tågen från Lina bruk till Kaxberg på ett sidospår bruket inte längre använde. I slutet av 1960 började tegelbruket förbereda för en förlängning av spåret för upptagandet av en ny lertäkt i Hästhagen. Här fick ÖSIJ vara med att planera dragningen för att både bruket och museijärnvägen på bästa sätt skulle kunna utnyttja spåren. 28 maj 1961 öppnades ÖSIJ officiellt för trafik. Tågbanan hade nu förlängts till Björksjön, där uppehåll gjordes för kaffe, och till Hästhagen, där tågen vände. Från 1963 kom dock de vanliga museitågen att vända vid Björksjön, endast vid särskilda tillfällen fortsatte trafiken till Hästhagen. Hösten 1964 togs ytterligare ett lok med nummer fyra i bruk vid järnvägen, Hamra. Vid Svenska Järnvägsförenings årsstämma våren 1964 avskildes ÖSlJ från järnvägsföreningen genom bildande av en ny förening som huvudman, Museiföreningen Östra Södermanlands Järnväg. 

### Verksamheten i Mariefred 1966-
Sedan SJ den 27 september 1964 hade avvecklat sin trafik på sträckan mellan Läggesta och Mariefred fick föreningen enligt riksdagsbeslut 25 november 1965 banfastigheterna som gåva från staten. Föreningen byggde om banan till 600 mm spårvidd på den gamla banvallen. Den 24 juli 1966 inleddes provisorisk trafik, på den nylagda banan, och den officiella invigningen av sträckan skedde den 19 maj 1968.
I maj 1995 lades trafiken ner på gamla Norra Södermanlands Järnväg mellan Södertälje S (nuvarande Södertälje hamn) och Åkers styckebruk inför byggandet av Svealandsbanan. Museiföreningen Östra Södermanlands Järnväg fick 1998 nyttjanderätt av staten på den 7 km långa sträckan och bedrev normalspårig, 1435 mm, rälsbusstrafik med Y7 1163 mellan Läggesta Nedre och Taxinge-Näsby station. Denna sträcka såldes av Banverket till Strängnäs kommun och Nykvarns kommun. Kommunerna sålde 2007 sträckan vidare till museiföreningen, som alltså är ägare av samtliga fastigheter för järnvägen och dess stationer. Föreningen fick ett EU-bidrag för ombyggnad till 600 mm spårvidd. Ombyggnaden skedde mellan 2009 och 2011, och sträckan Läggesta nedre–Taxinge-Näsby öppnades för smalspårig trafik den 28 maj 2011. Trafiken bedrivs med genomgående tåg Mariefred–Läggesta nedre–Taxinge-Näsby, vilka alltså måste byta riktning i Läggesta.
Museiföreningen Östra Södermanlands Järnväg (ÖSIJ) är Sveriges äldsta museibana. Föreningen hade år 2018 omkring 1 500 medlemmar. Omkring 130 medlemmar arbetar aktivt och på ideell basis med driften av banan. ÖSIJ finansieras genom medlemsbidrag, biljettintäkter, gåvor och liknande.

### Kunglig premiär
H.M. Konung Carl XVI Gustaf invigde den nya linjen mellan Läggesta nedre och Taxinge-Näsby den 25 maj 2011. Den allmänna trafiken på den nya bansträckningen inleddes med särskilda premiärturer 28 maj. Sedan 29 maj 2011 går tågen på sträckan enligt ordinarie tidtabell.

## Information om banan

### Mariefred – Läggesta nedre
Första hållplatsen längs banan heter Gripsholmsviken (tidigare Folkhögskolan) som passeras cirka 600 meter efter Mariefreds station. Efter en kilometer passerar man hållplatsen Hjorthagen med ett litet stationshus. Därefter åker man mot Marielundsviken och passerar stationen Marielund där det förekommer tågmöten på dagar med särskilt utökad trafik, stationen har ett mötesspår och ett stickspår samt ett litet stationshus. Växlarna på stationen och T-semaforen manövreras från ett vevställverk. Vid stationen finns en minnessten över de tre polska ubåtar som låg internerade i viken intill under andra världskriget. I stationshusets väntrum finns en fotoutställning om ubåtsinterneringen. Efter Marielund kommer tåget in i skogen och om man tittar noga kan man på höger sida se hållplatsen Jagbacken. Efter en bergsskärning kommer spåret från Taxinge-Näsby fram på vänster sida. Spåren går parallellt in till Läggesta Nedre station efter nästan 3,5 km. När tåget skall gå vidare till Taxinge-Näsby är det här ofta möte med ett tåg från Taxinge. Då denna station är en säckstation måste tågens lok göra rundgång, dvs flyttas från ena änden av tågsättet till den andra. 
Läggesta Nedre och Svealandsbanans station Läggesta, som Mälartåg trafikerar, förbinds med en gångväg.
I Mariefred finns ett spår draget till Ångbåtsstationen och vissa turer körs dit i samverkan med Ångfartyget Mariefred.

### Läggesta nedre – Taxinge-Näsby
Järnvägen från Läggesta mot Taxinge passerar på en stålbro över den allra innersta delen av Gripsholmsviken, det vill säga en del av Mälaren. Direkt efter bron börjar en cirka 2 km lång stigning som långa sträckor är 16 ‰. Flera plankorsningar med privata vägar till tomter passeras. Allt eftersom banan stiger får man mer utsikt över Mälaren. Närmare den högsta punkten avlägsar sig banan från sjön och går sedan genom gamla jordbruksmarker i en 16 ‰ nerförslutning mot Hedlandet. 
I Hedlandet finns en station med mötesspår. Runt stationen finns en mer samlad bebyggelse. Här har det funnits en hållplats och senare lastplats med sidospår från 1920-talet och fram till början av 1970-talet. Stationshuset från 1940-talet är i dag en avstyckad privatbostad. ÖSlJ har en liten kur vid stationen som ger utrymme för tågklareraren då stationen är bevakad, vilket sker ett par gånger om året. Denna kur är ursprungligen en tunnelvaktarkur från Saltsjöbanan, 1959 blev den stationshus i Lina Bruk på föreningens första bana, därefter stationshus i Läggesta östra och Läggesta södra. Detta är alltså femte placeringen för denna gamla kur.
Efter Hedlandet går banan närmare sjön igen och går en sträcka helt nära sjön med fin utsikt mot Gripsholms slott. 
Efter att banan åter har lämnat sjön nås Sjöbyggets hållplats som betjänar ett småhusområde med samma namn. Därifrån åker emellanåt boende med tåget till Mariefred för att handla. Hållplatsen består bara av en smal kort plattform med en särskild typ av semafor som påstigningstavla.
Banan går nu över betesmarker som tillhör Hedlanda gård, vars mangårdsbyggnad syns på en höjd till höger (inåt land). Efter ytterligare en plankorsning går banan nu utför och i kurvor genom lövskog för att åter närma sig sjön. I en djup bergsskärning passeras kommun- och länsgränsen till Taxinge socken i Nykvarns kommun i Stockholms län. Banan lämnar nu åter sjön, går förbi betesmarker och vi har Härnöns naturreservat till vänster. I ingången till en bergsskärning ligger Härnöns hållplats. Därefter återstår endast en lång raksträcka innan tåget är framme vid Taxinge-Näsby station.
Taxinge-Näsby station har ett för den här delen av landet unikt stationshus i tegel byggt i skånsk stil. Huset är ett byggnadsminne och ägs av föreningen. Väntsalen är öppen från första tågets ankomst till sista tågets avgång på trafikdagar. Bangården har tre parallella spår, och den har en vändskiva i bangårdens bortre ända. På plattformen framför stationshuset står en semafor.

## Rullande materiel
Östra Södermanlands Järnväg har bevarat materiel bland annat från de sju järnvägarna med 600 mm spårvidd som bedrev persontrafik i Sverige. 
- Kosta–Lessebo Järnväg
- Helsingborg–Råå–Ramlösa Järnväg
- Stavsjö Järnväg
- Munkedals Järnväg
- Anneberg–Ormaryds Järnväg
- Nättraby–Alnaryd–Elmeboda Järnväg
- Jönköping–Gripenbergs Järnväg

### Ånglok

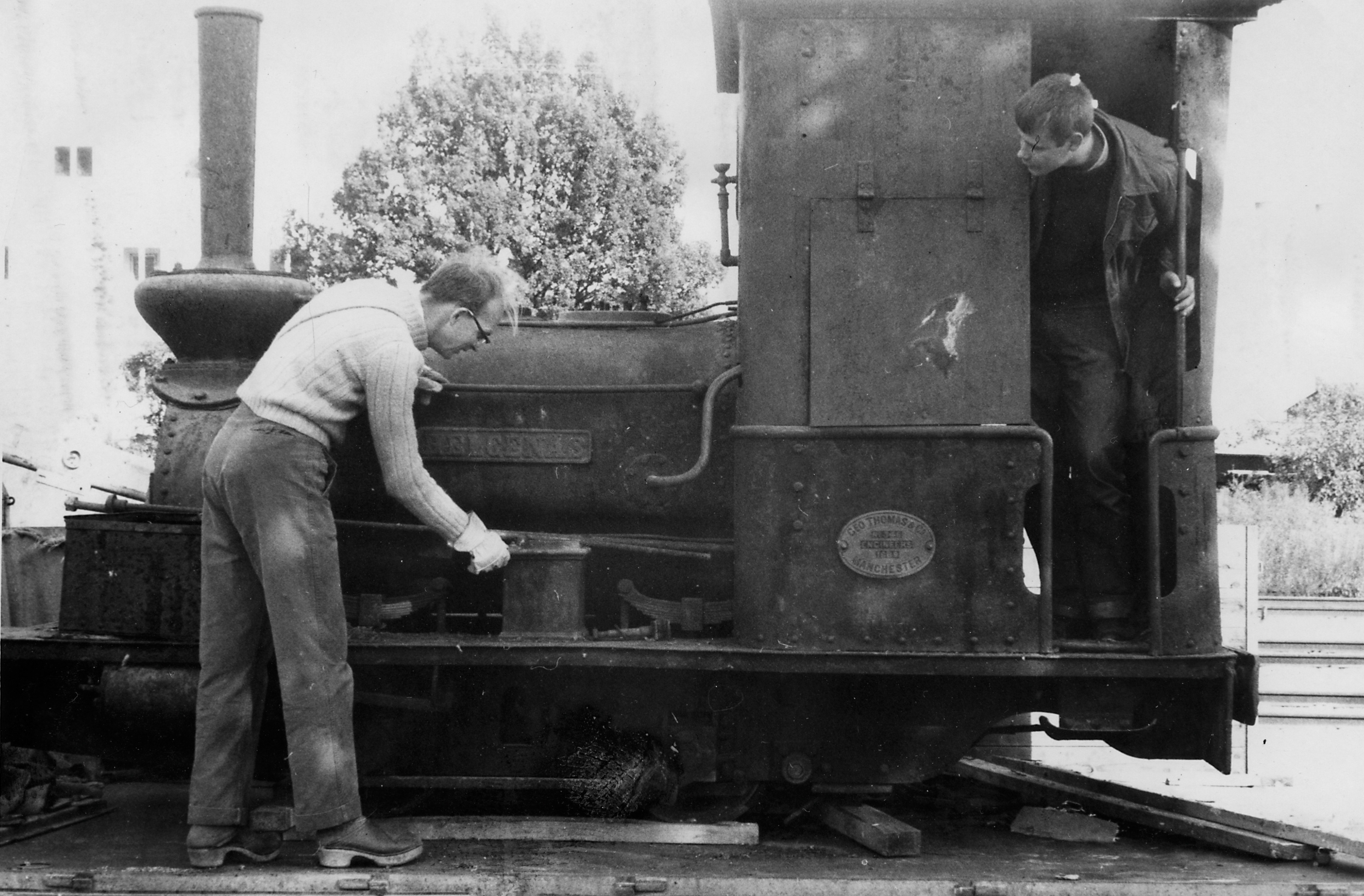
Eds Bruks lok "Helgenäs" i Gamleby, lastat och redo för avfärd till Östra Södermanlands Järnväg, 1966.

- Nr. 1 Lotta är byggt 1913 av Orenstein & Koppel. Hon köptes 1914 av Statens Järnvägsbyggnader för att dra tippvagnståg vid schaktningsarbeten vid SJ:s banbyggnader. Hon verkar främst ha arbetat med dubbelspårsbyggen på Östra och Södra stambanorna under 1910- och 1920-talen och hade då nummer 11. Då motorfordon började ta över transporterna vid schakningsarbeten såldes hon i mars 1928 till Kolsva fältspatsgruva nordväst om Köping. I samband med att gruvdriften avvecklades ställdes hon av i april 1952. Kohlswa Jernverk som ägde gruvan lade ut Lotta till försäljning 1956, men inget intresse fanns för små ånglok förblev hon osåld och glömdes bort. I samband med uranprospektering i Berglagen i slutet av 1950-talet sökte prospektörerna skydd i ett skjul tillhörigt gruvan och påträffade då loket, och rapporterade fyndet till Svenska Järnvägsklubben, som i sin tur kontaktade Kohlswa Jernverk, som då inte kände till något om loket, och valde han helt sonika ge det i gåva till den nya museijärnvägen. Hon togs i drift i ÖSlJ 1959. Till en början hade hon Nr. 2, men fick sedan Virå tagits i bruk Nr. 1. Efter hårt arbete vid järnvägen blev hon alltmer sliten, och från 1990 års säsong ställdes hon av, i väntan på möjligheter att renovera henne. 1996 accepterades en förfrågan från  Tekniska museet i Stockholm att låna in henne till sin utställningshall. Där blev hon kvar tills dess hon 2009 återlämnandes till ÖSlJ.[10] Det är i trafikdugligt skick och gick den 1 juni 2019 i trafik som koppellok med nr 10 Avesta.
- Nr. 2 Virå är ett ånglok byggt 1901 av Motala Verkstad för Stavsjö Järnväg. Loket är åter i drift sedan 2014, efter att dess ångpanna renoverats.
- Nr. 3 Dylta är ett ånglok byggt 1919. Loket är en gåva från Strå Kalkbruk AB. Loket är avställt i väntan på tubbyte.
- Nr. 4 KM Nelsson är ett ånglok byggt av Motala Verkstad 1914. Det trafikerade Nättraby–Alnaryd–Elmeboda Järnväg. Loket är avställt sedan 2016 på grund av revision.

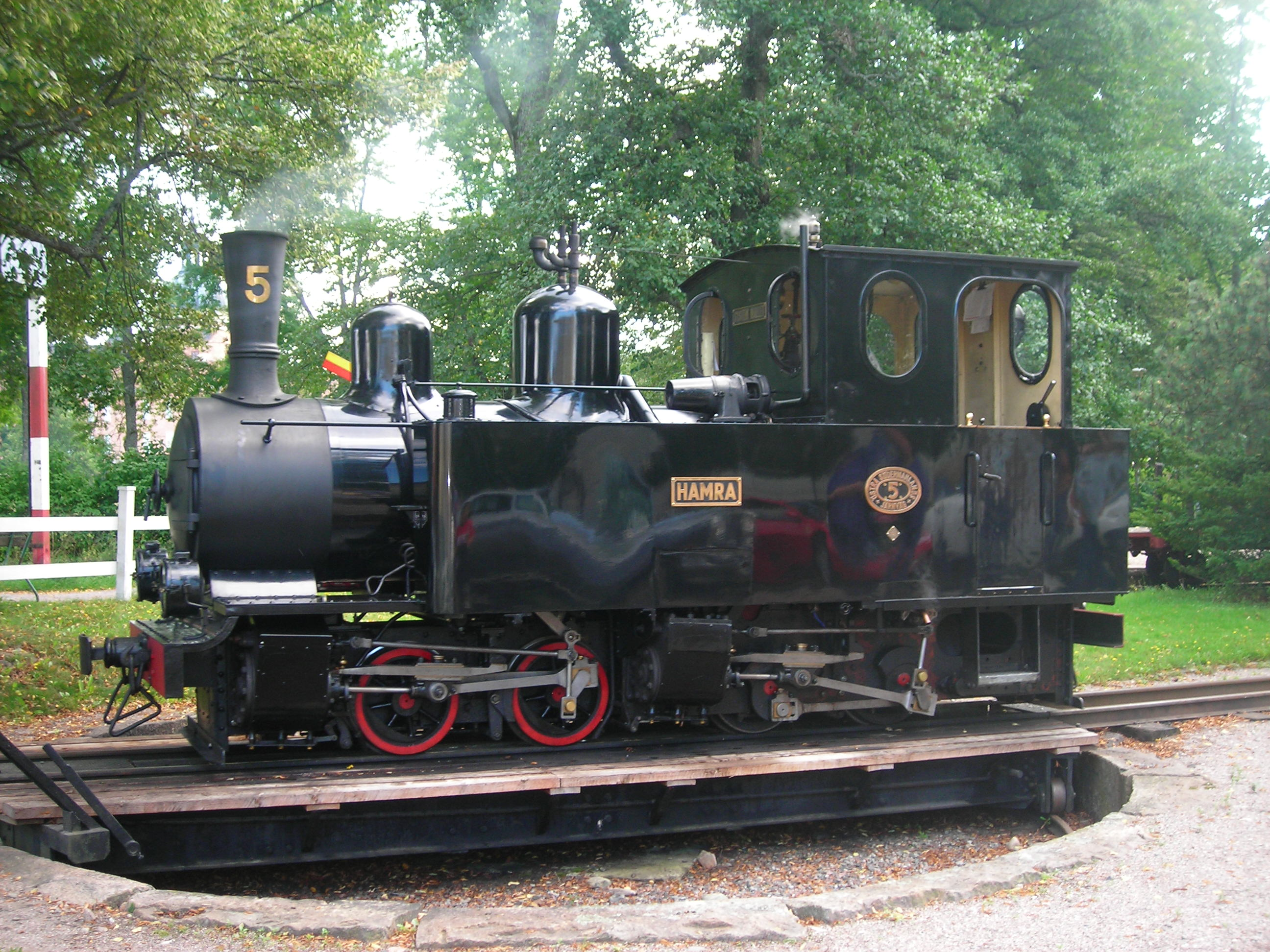
Nr. 5 Hamra är ett tyskt malletlok byggt av Orenstein & Koppel i Berlin 1902. Användes vid AB separators senareAlfa Lavals industrijärnväg i Tumba och senare vid Ars kalkbrott på Gotland. Loket är sedan 2019 åter i drift.
- Nr. 7 Helgenäs (föreningens äldsta lok) är ett ånglok byggt 1889 av Hudswell, Clarke & Co. Det trafikerade bruksbanan Eds Bruk-Helgenäs. Loket är avställt sedan 2000, på grund av väntan på pannbyte.
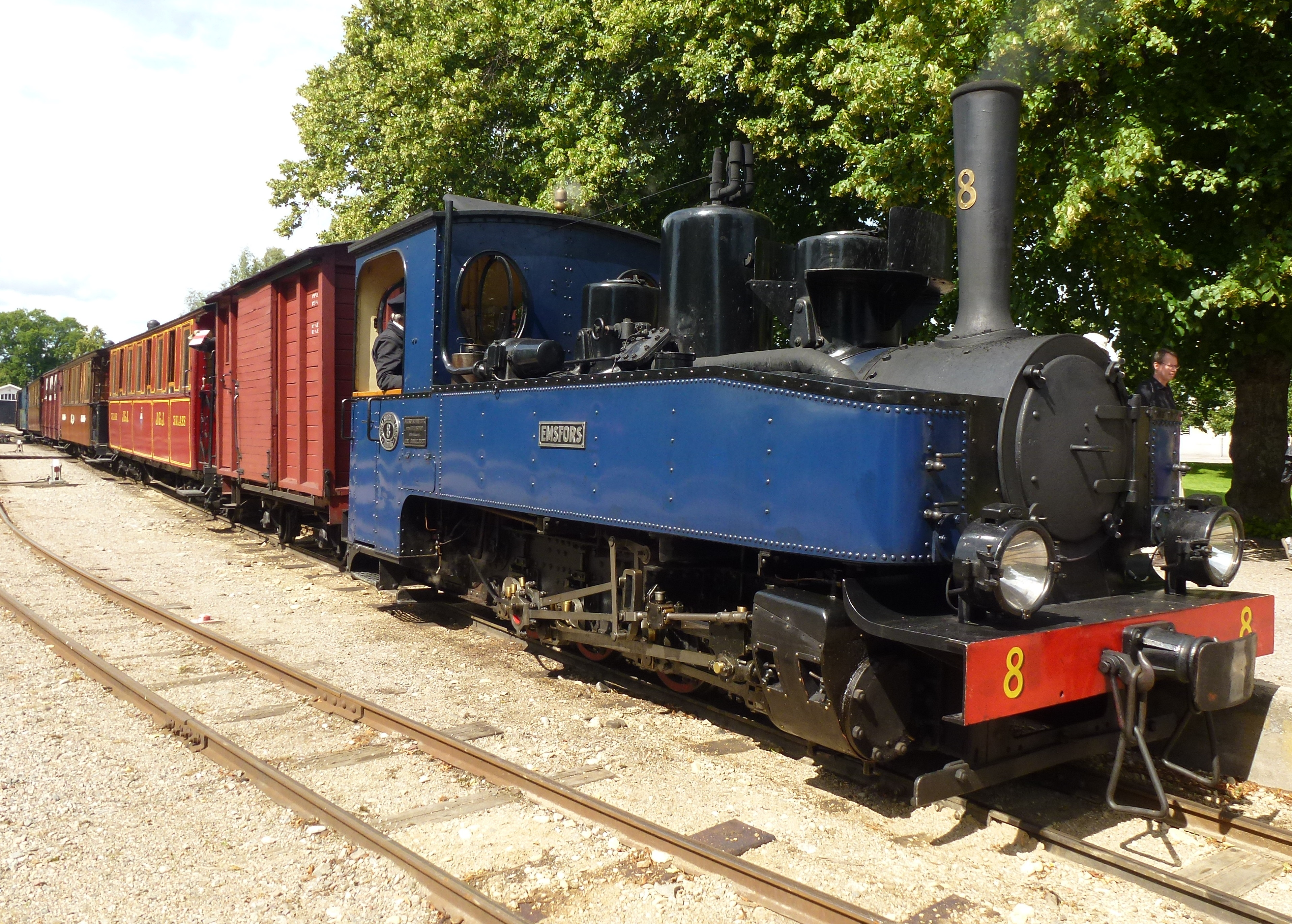
Nr. 8 Emsfors är ett tyskt ånglok byggt 1919. Detta lok liksom många andra byggdes för tyska armén efter en standardritning för spårvidd 600 millimeter. Syftet var att de skulle trafikera lättbyggda banor strax bakom fronten men då kriget tog slut såldes flera lok som aldrig tagits i tjänst. "Emsfors" var ett av dessa. Det trafikerade tidigare bruksbanan Emsfors-Påskallavik. Loket ställdes av 2018 men är i trafik sedan 2023, används flitigt i trafiken på museibanan.
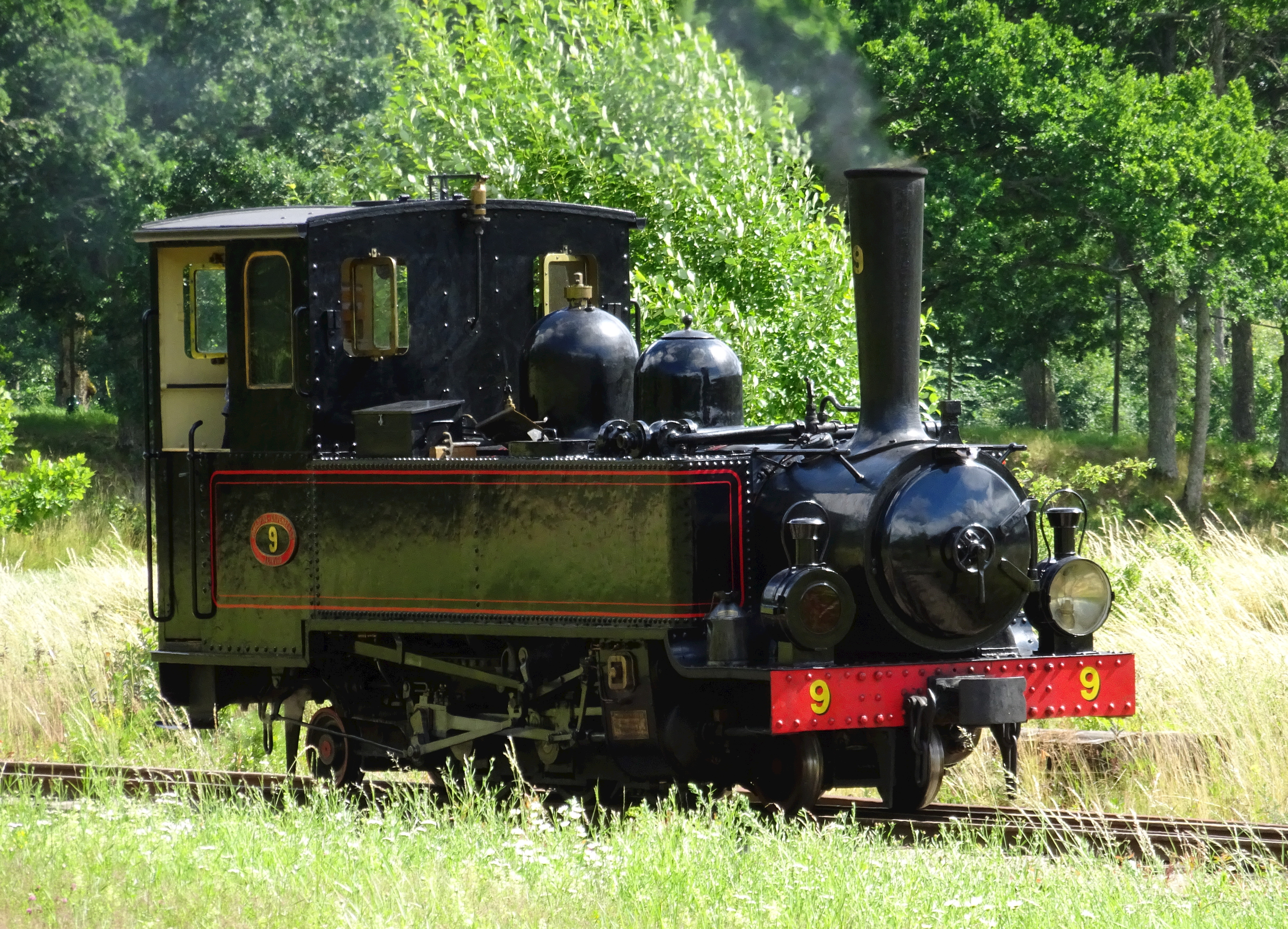
Nr. 9 Nian är ett ånglok byggt av Motala Verkstad 1915, och är utlånat av Skärstads Hembygdsförening i Jönköpings kommun.[11] Det gick i trafik på Jönköping–Gripenbergs Järnväg till dess nedläggning, därefter på bruksbanan vid Aspa Bruk. Används flitigt i trafiken på museibanan.
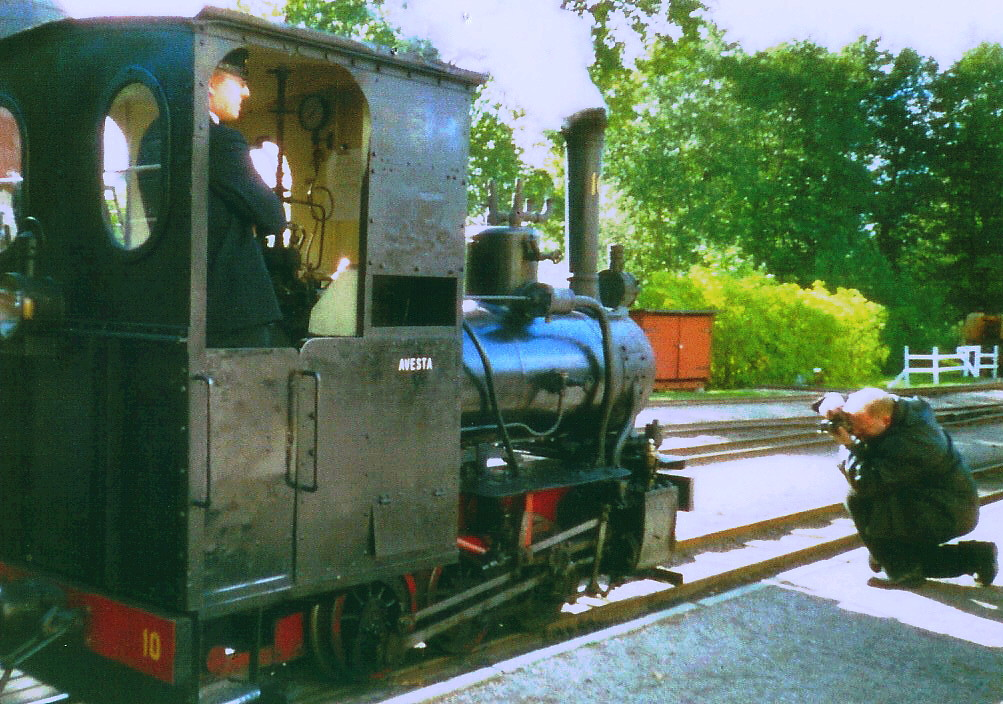
Nr. 10 Avesta är ett ånglok byggt 1923 av Orenstein & Koppel. Loket havererade på Ångans dag 2005 och ställdes av, men är sedan 2017 åter i drift.
- Nr. KLJ 2 Lessebo är ett ånglok byggt 1891 av Munktells Mekaniska Verkstad i Eskilstuna för Kosta–Lessebo Järnväg och gick där under namnet "A. Mallet". Loket är en deposition från Sveriges Järnvägsmuseum. Lessebo är godkänd för trafik sedan maj 2009 efter en revision. På grund av dåliga tuber är loket avställt sedan 2016.

### Tidigare ånglok
- Nr. 1 Blixten Tillverkat år 1923 av Orenstein & Koppel. Sålt som skrot år 1960. Därefter kom loket Lotta att tilldelas Nr. 1.
- Nr. 6 Christina Hjelm är ett ånglok byggt i Tyskland 1923 av Hanomag. Loket togs ur drift 1984 och såldes 2019 till Frankfurter Feldbahnmuseum i Tyskland.[12]

Ånglokomotiv (urval)
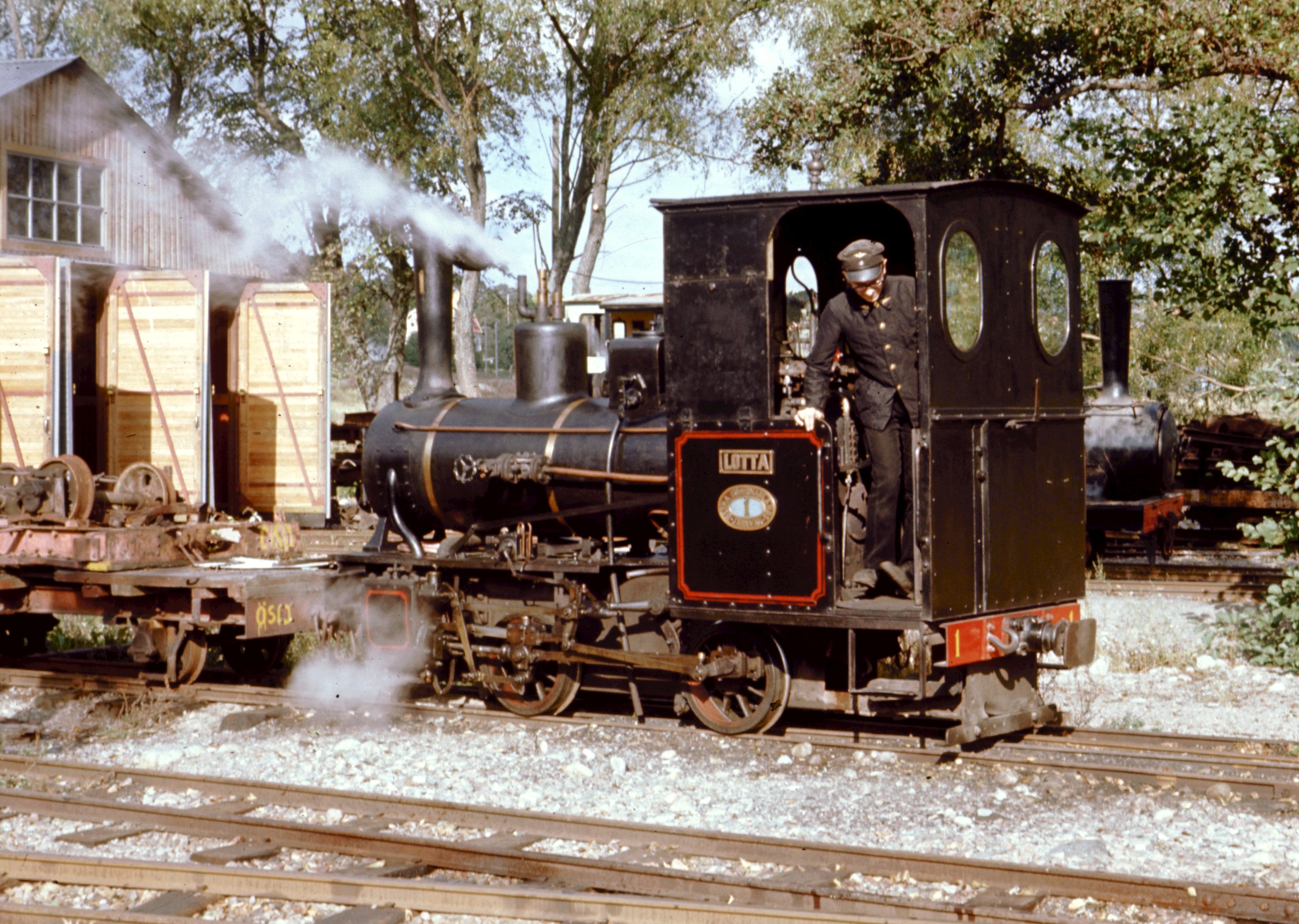
Nr. 1 Lotta
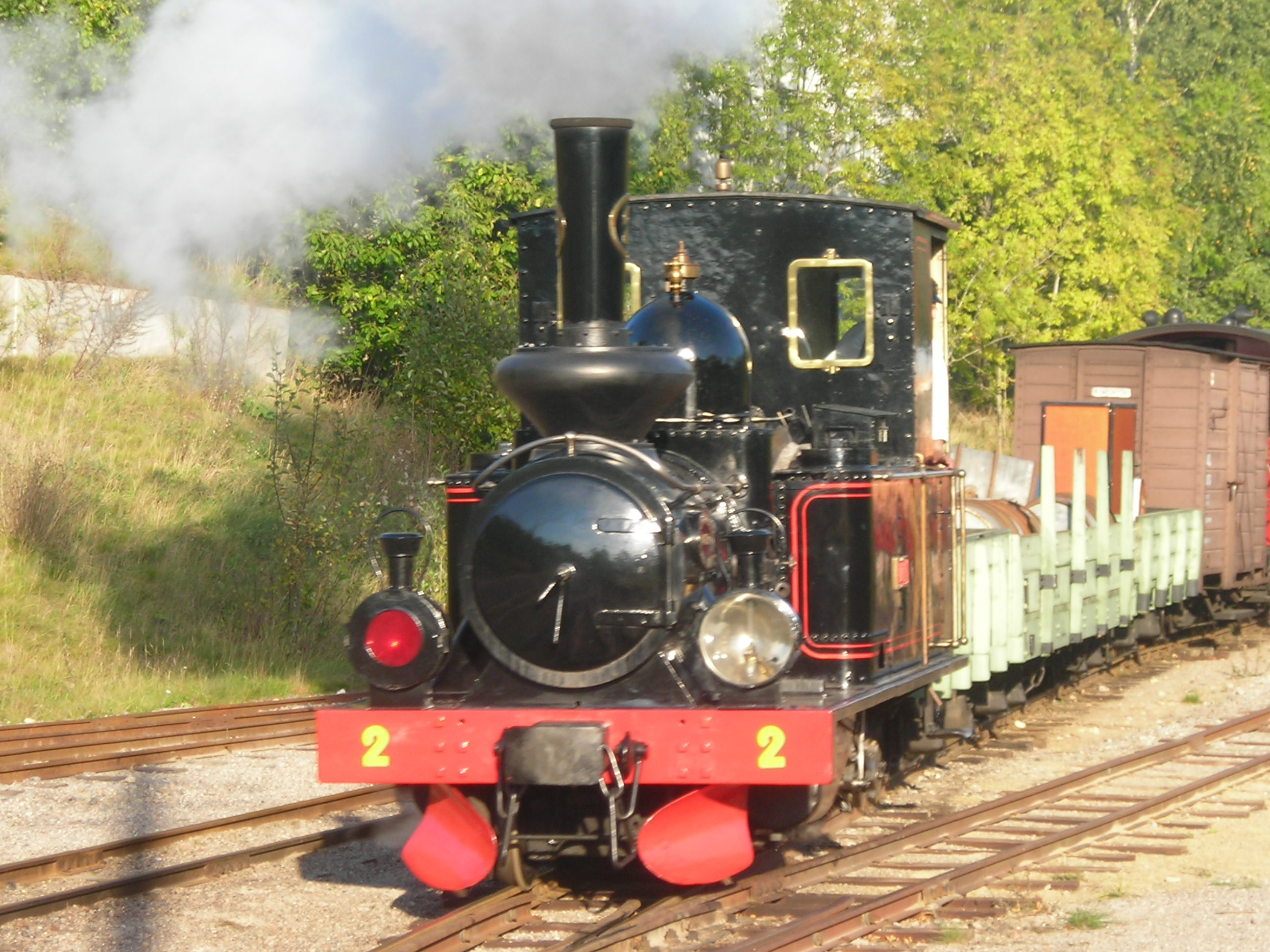
Nr. 2 Virå
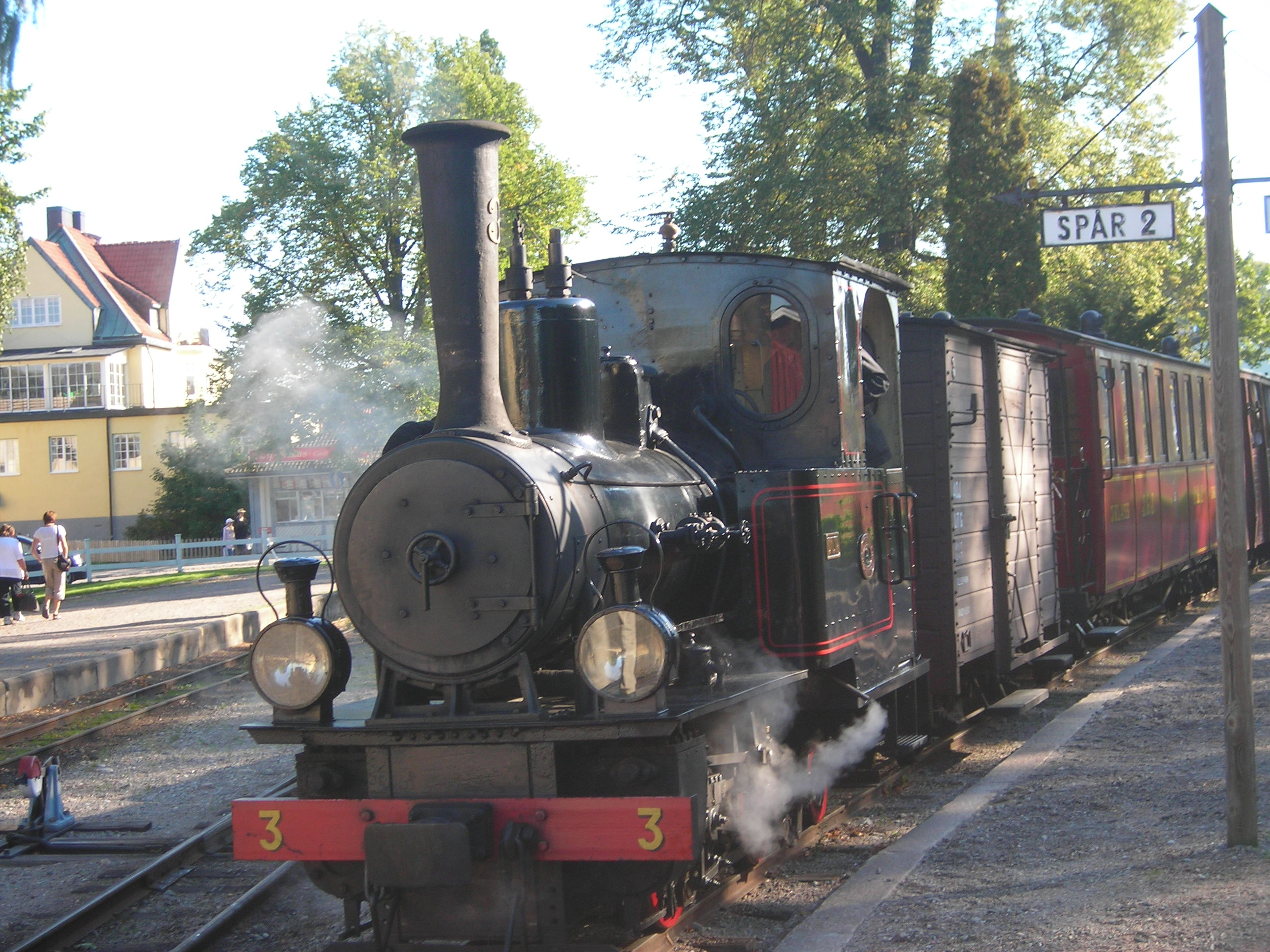
Nr. 3 Dylta
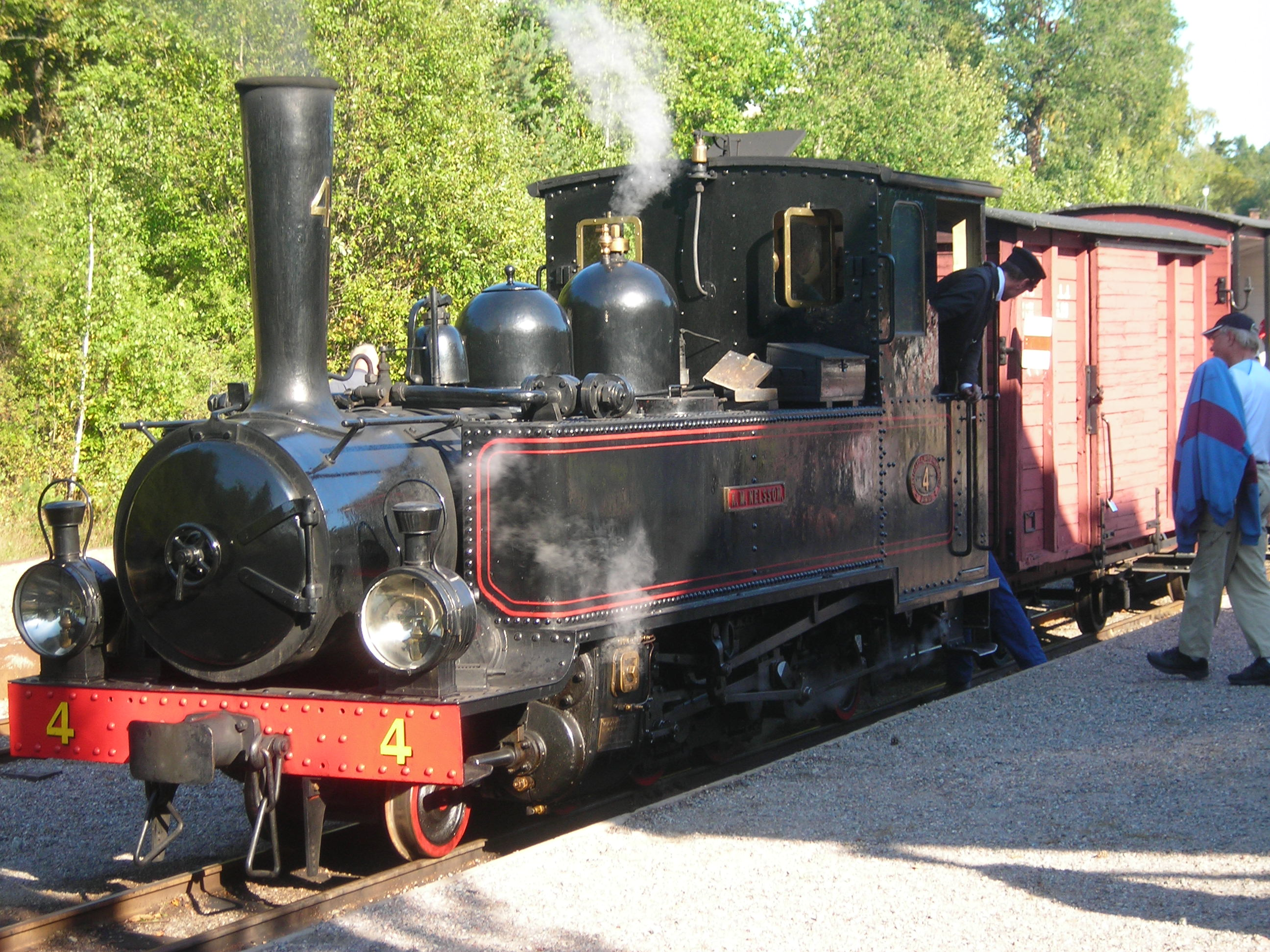
Nr. 4 KM Nelsson

- Nr. 5 Hamra
- Nr. 8 Emsfors
- Nr. 9 Nian
- Nr. 10 Avesta

### Motorlok/Diesellok
- Nr. 12 Grefven, tillverkad 1931 av Orenstein & Koppel.
- Nr. 13 Munken, tillverkat 1936 Sala Maskinfabrik under namnet Torno.
- Nr. 14 Hummel, tillverkat 1953 på KLJ:s verkstad.
- Nr. 15 Garpen, ackumulatorlok tillverkat av ASEA 1915.
- Nr. 16 Aspa, köpt 1923 av Aspa bruk, tillverkat av Deutz.
- Nr. 17 Storvik, tillverkat 1954 av Jenbacher Werke.
- Nr. 18 Pyret, äldre gruvlok, tillverkat 1972 av AGV.
- Nr. 19 Värtan, tillverkat 1968 av Kalmar Verkstads AB.
- Nr. 20 Surahammar, tillverkat  1935 av Slip-Naxos
- Nr. 21 Gaivoron, tillverkad 1974 i dåvarande Sovjetunionen av Maskinfabriken i Kambarka, KMZ.

### Motorvagnar
- HFJ-bussen, motorvagn från Hällefors–Fredriksbergs Järnvägar (HFJ), hade spårvidden 802 mm och byggdes om till 600 mm.

Diesellok och Motorlok (urval)
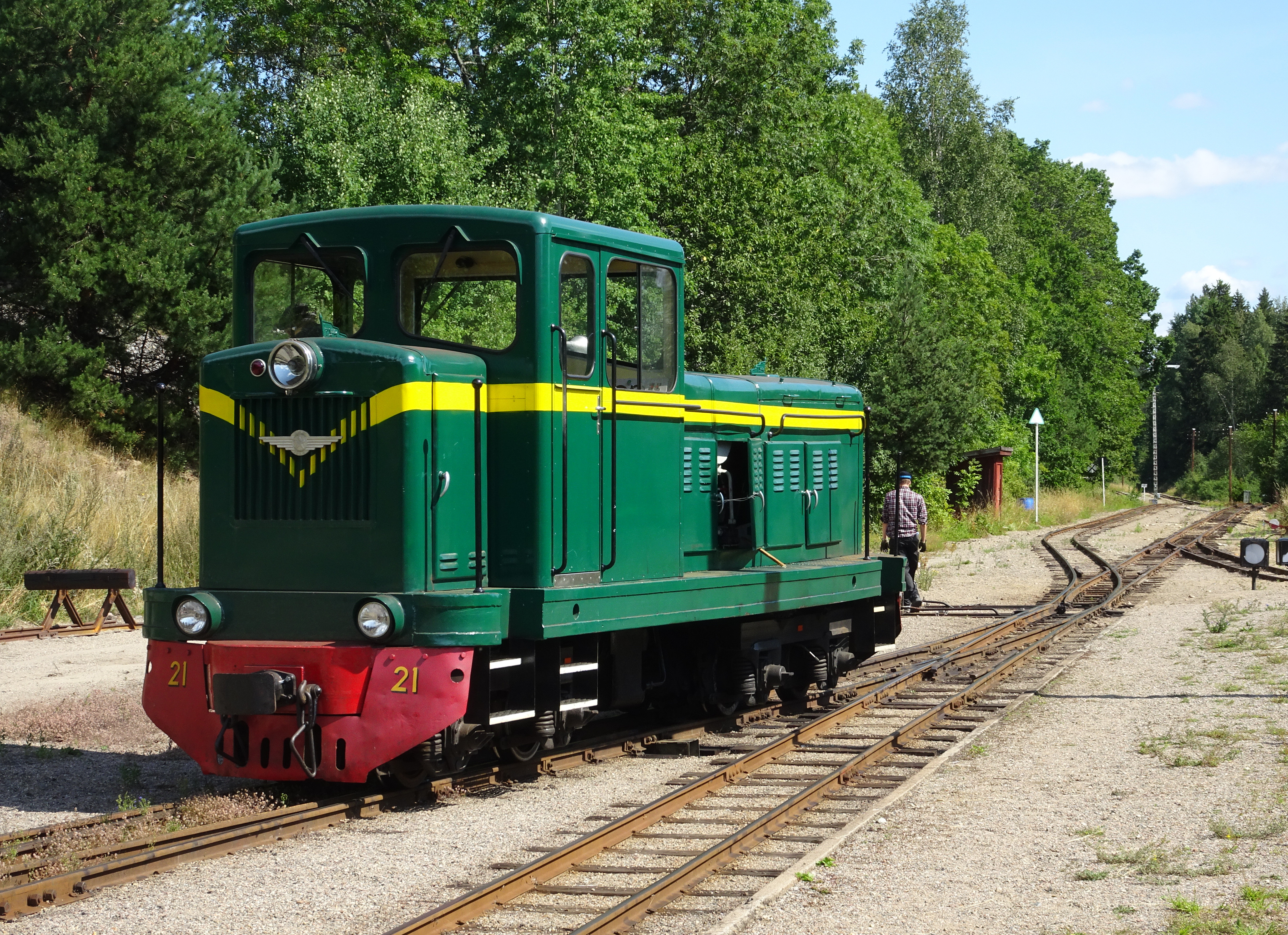
Gaivoron
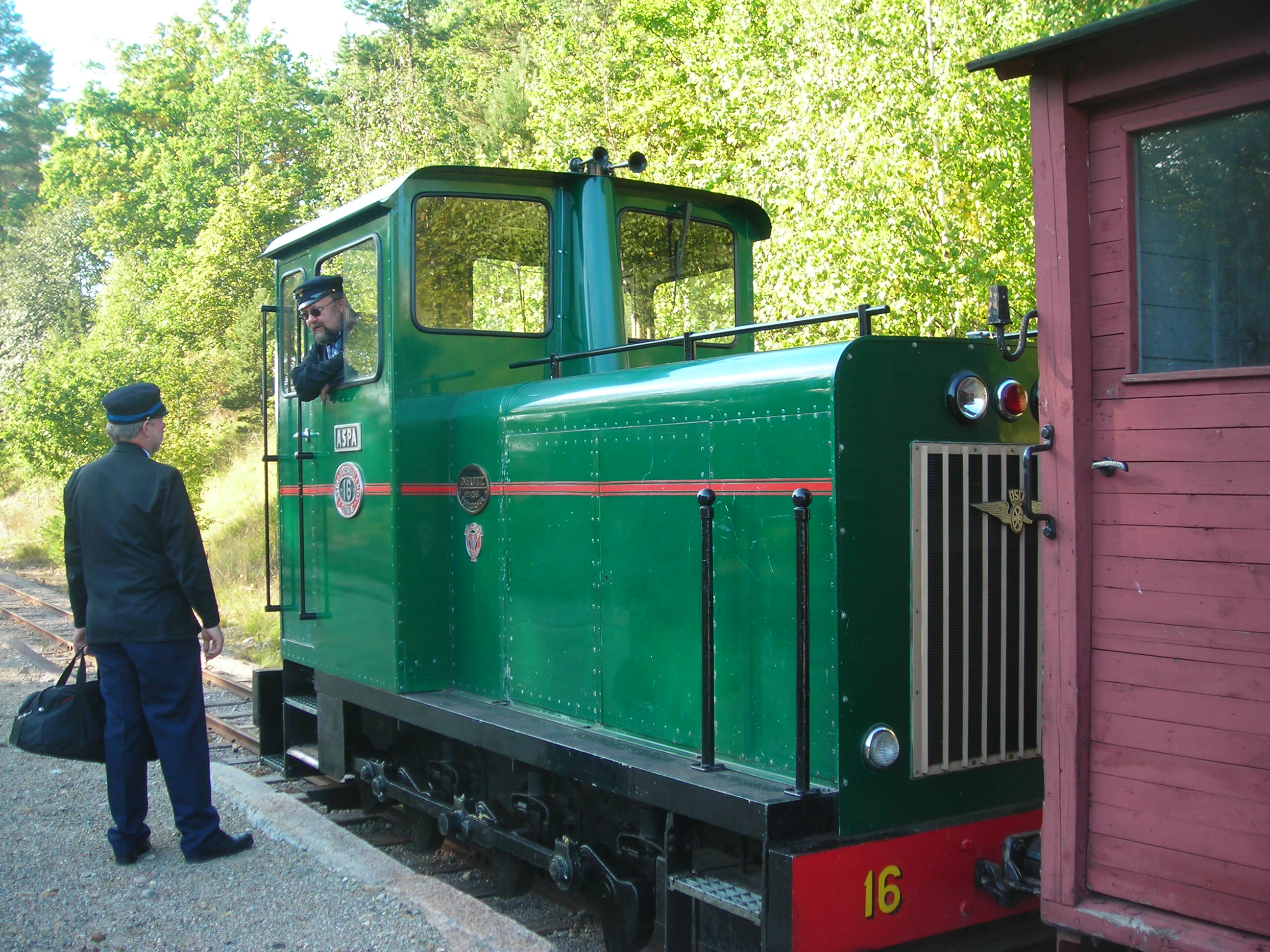
Aspa
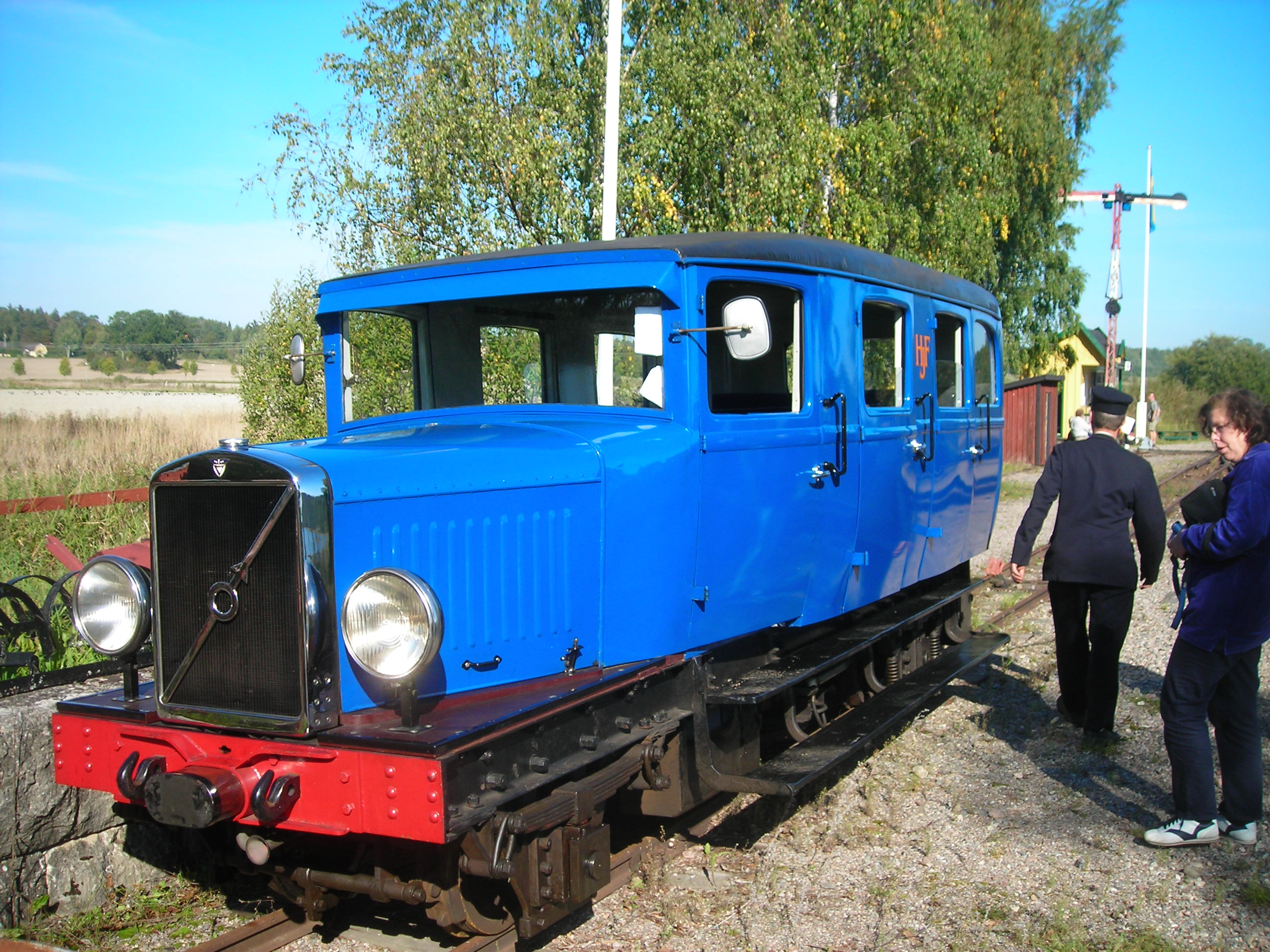
HFJ-bussen
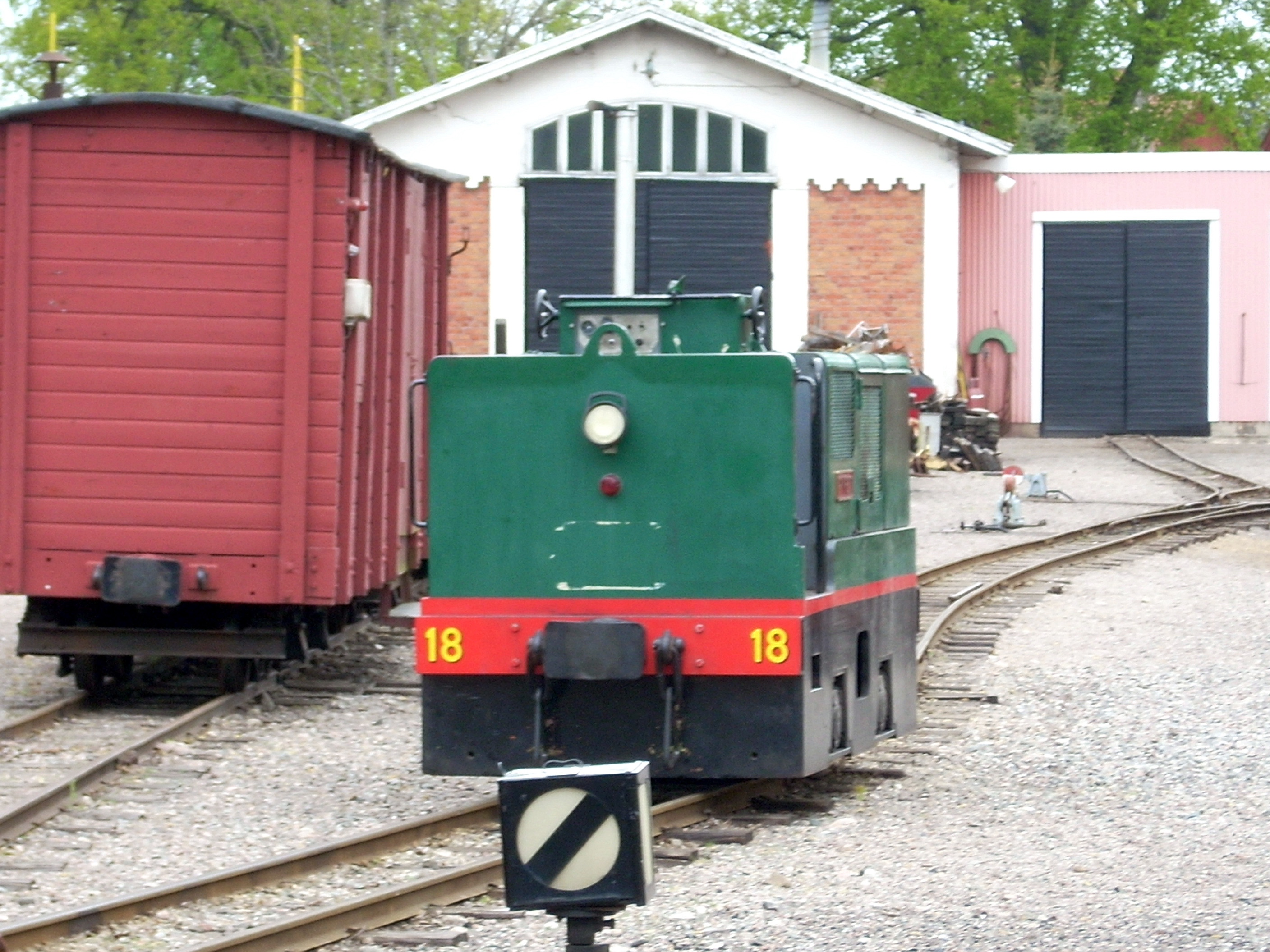
Pyret

### Personvagnar (urval)

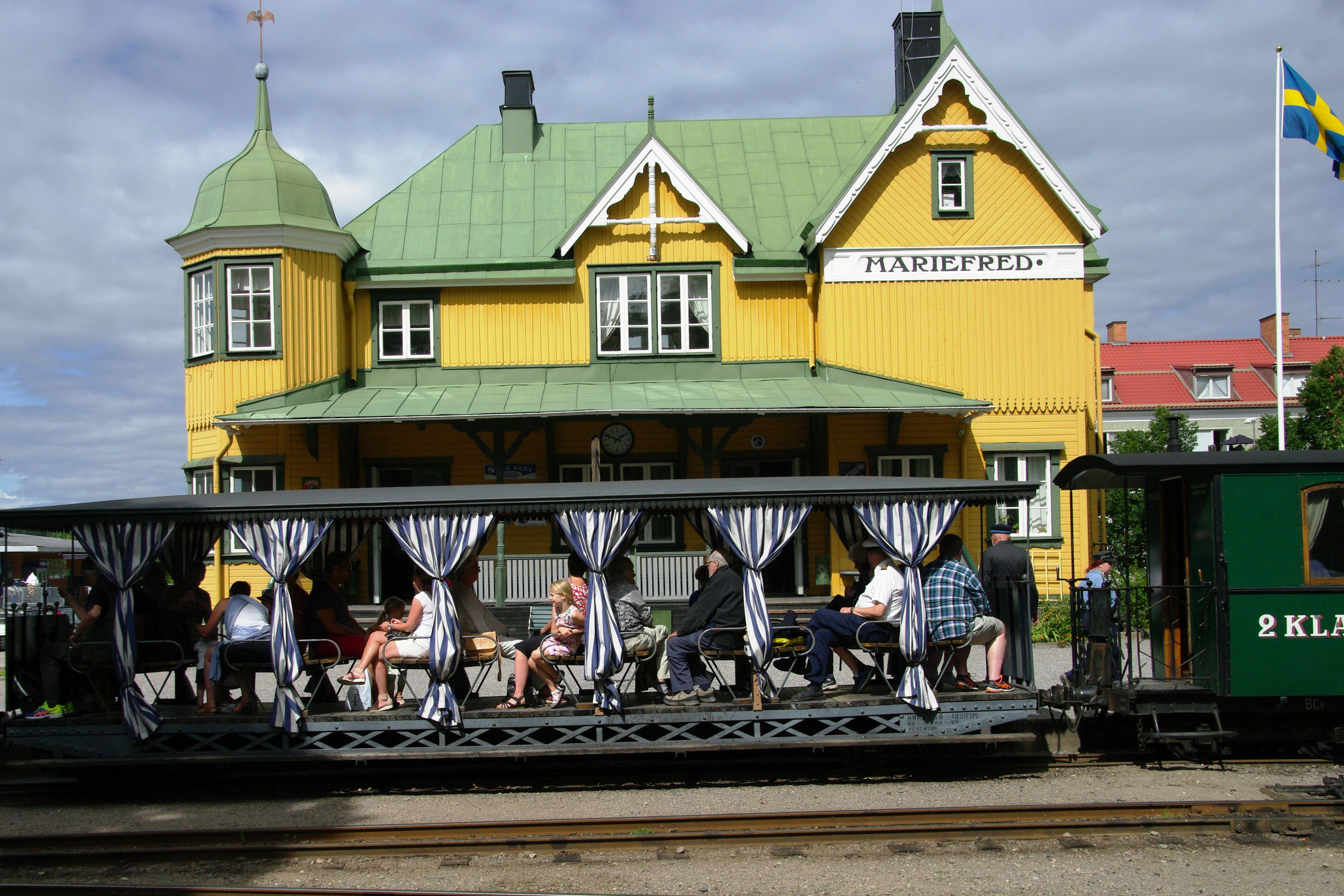
Utflyktsvagn från Helsingborg-Råå-Ramlösa-Järnväg framför Mariefred station.
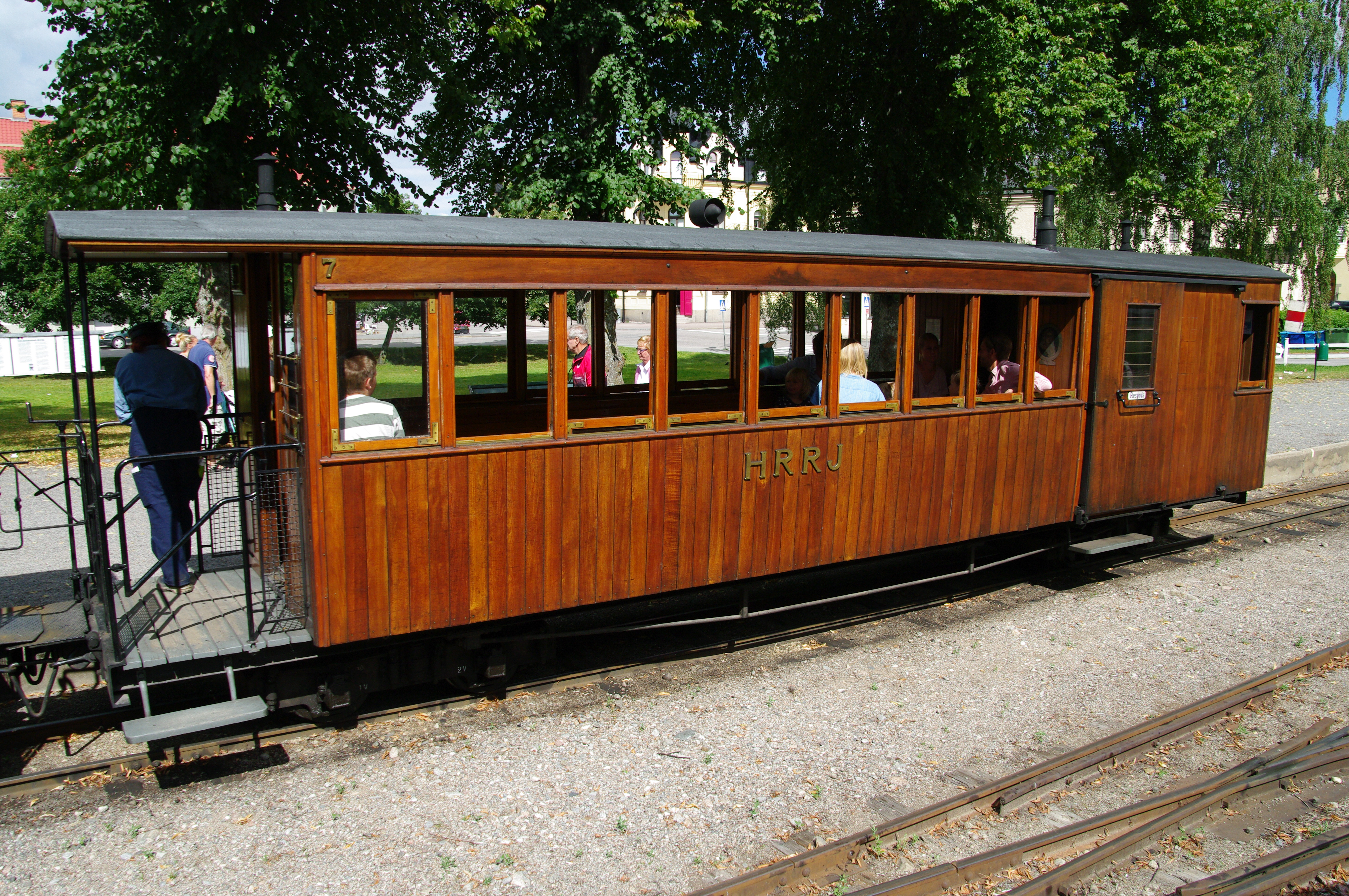
Personvagn från Helsingborg-Råå-Ramlösa-Järnväg.
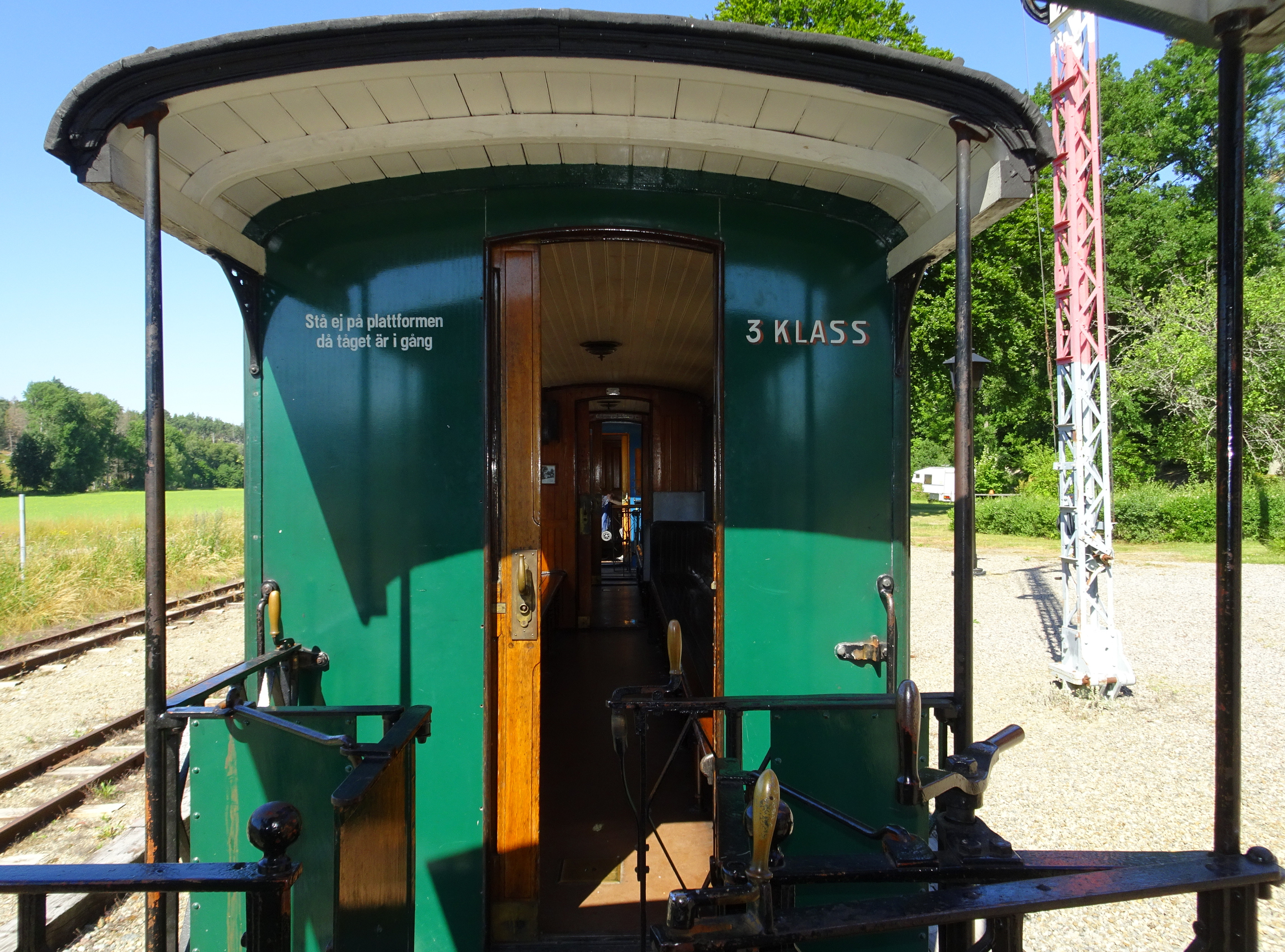
BCo 4 levererades av VABIS till NAÄJ år 1910.
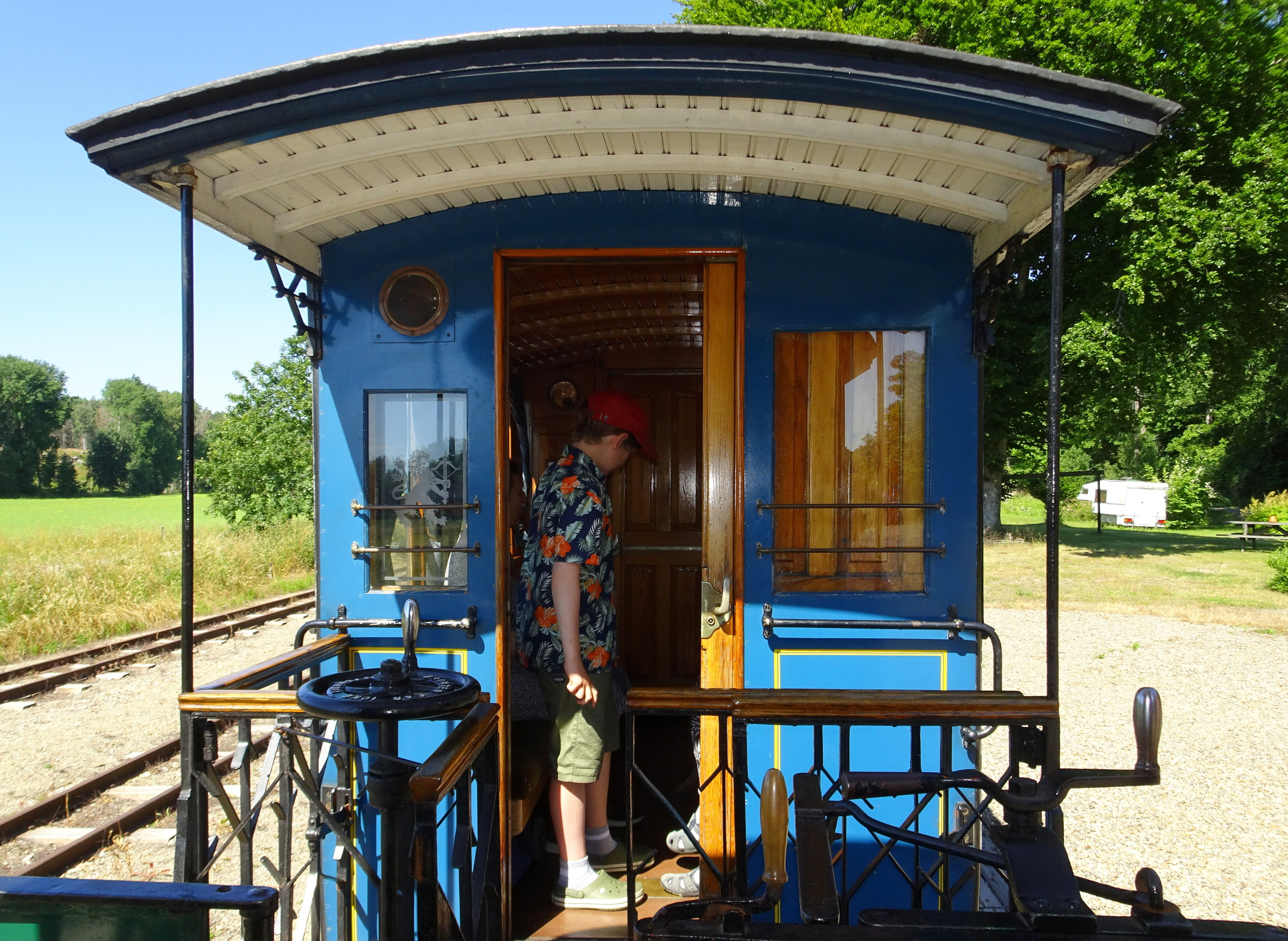
ÖSlJ Ao 82 Kungavagnen är ett nybygge med KLJ 103 som förebild.

## Videor
- Tåg med ånglok nr 9 passerar juli 2019.
- Tåg med ånglok nr 5 stannar vid Hedlandet juli 2019.
- En resa med Östra Södermanlands järnväg mellan Taxinge och Mariefred juli 2022.